# أندريه أندرسون (لاعب كرة قدم)
أندريه أندرسون (مواليد 23 سبتمبر 1999) هو لاعب كرة قدم إيطالي برازيلي المولد يلعب كمهاجم في نادي لاتسيو.

## روابط خارجية
- أندريه أندرسون على موقع قاعدة بيانات كرة القدم.إي يو (الإنجليزية)
- أندريه أندرسون على موقع Soccerway.com (الإنجليزية)